# El Chicano
El Chicano es una película estadounidense de superhéroes de 2018 dirigida por Ben Hernandez Bray, quien coescribió el guion con Joe Carnahan. Está protagonizada por Raúl Castillo, Aimee Garcia y George López. La película ha sido llamada la primera película latina de superhéroes. Se estrenó en septiembre de 2018 en el Festival de cine de Los Ángeles y se estrenó en Estados Unidos el 3 de mayo de 2019. Frank Grillo y Lorenzo di Bonaventura fueron los productores ejecutivos.

## Argumento
Al crecer en el este de Los Ángeles, los hermanos gemelos Diego y Pedro de California, junto con su amigo José, escuchan historias de una leyenda llamada El Chicano, un justiciero que defiende las calles de Los Ángeles eliminando gánsteres y otros delincuentes. Después de dejar a José en su casa, recibe una golpiza de su madre. El Chicano aparece más tarde y mata al padre de José llamado "Shadow", un tirador de su pandilla en silla de ruedas. Luego, ve a Diego y Pedro y luego se marcha en la noche.
Años más tarde, Diego ahora es un detective de la policía de Los Ángeles, Pedro murió presumiblemente por suicidio y José ahora es un líder de una pandilla que se hace llamar Shotgun. Diego, junto con su compañero David, investiga la escena del crimen donde la pandilla de Shotgun ha sido asesinada excepto por un miembro, Silent. Diego y David lo recogen para interrogarlo, pero lo ejecutan durante el viaje. Diego acude a Shotgun en busca de respuestas, pero evade las preguntas y se burla de Diego al mencionar el abuso de su madre. Diego busca respuestas en las viejas pertenencias de Pedro y se da cuenta de que Pedro estaba cambiando, queriendo revolución y justicia para Los Ángeles.
Diego acude a su único confidente de confianza, el padre Jesús, quien menciona que Pedro cambió después de salir de prisión y cómo se involucró con Shotgun y otro miembro que Diego aún no ha identificado. Diego se sorprende aún más cuando encuentra una unidad de almacenamiento oculta que Pedro alquiló y que había comenzado a resucitar el manto de El Chicano antes de su muerte. Diego y David luego vigilan una fiesta organizada por Shotgun, pero son emboscados, lo que resulta en que Diego resulte herido y David muera. Con la orden de recuperación del Capitán Gómez, Diego hace que su madre y su novia se vayan por un tiempo hasta que todo se arregle.
Frustrado y enojado por la muerte de David y Pedro, junto con la participación de Shotgun, visita la iglesia del Padre Jesús una vez más, donde toma el preciado cuchillo Tecpatl de Jesús y termina el disfraz de El Chicano, listo para vengarse.
Diego rastrea a Shotgun en un club y lucha contra sus guardaespaldas. Shotgun escapa junto con Jaws, quien se revela como el otro miembro de la pandilla que conocía a Pedro, además de ser el hijo de un infame líder del cartel que está interesado en apoderarse de Los Ángeles. Shotgun mata a Jaws durante la fuga y culpa a El Chicano por sus planes para seguir adelante. El Gallo, el padre de Jaws, escucha la noticia y jura vengarse tanto de El Chicano como de la policía.
Un Diego todavía herido se retira a casa para atender sus heridas, pero el Capitán Gómez sospecha que está involucrado cuando la herida de Diego en la pierna comienza a sangrar. Diego se entera más tarde de que Gómez y sus oficiales han sido secuestrados por El Gallo, quien difunde sus planes de ejecución en Internet, a menos que El Chicano se acerque a él. Diego busca salvar a los policías desaparecidos, mata a los miembros del cartel trabajando junto a los policías que rescató y acaba con El Gallo también. Finalmente, al no tener más distracciones, ahora tiene la oportunidad de ir tras Shotgun.
Diego lo persigue hasta un cementerio donde los dos pelean con Shotgun queriendo vengarse de lo que le pasó a Shadow y Diego castigando a Shotgun por todo lo que le hizo a la familia de Diego por la muerte de Pedro. Después de una pelea brutal, Diego le da el golpe mortal a Shotgun a través del cuchillo y luego se quita la máscara frente a Shotgun recitando las palabras que Pedro dejó atrás, 'Conoce a Thay Enemy'.
Diego, habiendo sufrido múltiples heridas y pérdida de sangre, se desmaya. Se despierta más tarde recuperándose de sus heridas, al enterarse de que Gómez lo encontró primero, antes de que la policía llegara al lugar y lo salvó de ser arrestado, queriendo evitar que su mejor investigador policial fuera identificado como el justiciero. De vuelta en México, la esposa de El Gallo, La Hembra, ahora se ha convertido en la nueva líder de su tripulación y jura vengarse de El Chicano. De vuelta en Los Ángeles, Diego ahora ha aceptado el manto de El Chicano e hizo las paces con Pedro, viendo su espíritu antes, queriendo enorgullecer a él y a su hogar manteniéndolo a salvo de los invasores del cartel y todos los que vienen.

## Reparto
- Raúl Castillo como Pedro Hernández / Diego Hernández / El Chicano.
- Aimee Garcia como Vanessa Vélez.
- José Pablo Cantillo como Detective Martínez.
- David Castañeda como Escopeta.
- Marco Rodríguez como Jesús Salvas.
- Sal López como El Gallo.
- Marlene Forte como Susana.
- Kate del Castillo como La Hembra.
- George López como Capitán Gómez.
- Emilio Rivera como Sombra.

## Producción
El guion comenzó como las memorias de Bray sobre la muerte de su hermano, quien había estado involucrado con pandillas, pero Bray convirtió las memorias en una historia sobre un justiciero ficticio llamado El Chicano. Carnahan y Bray luego completaron el guion en una sesión de escritura colaborativa de cuatro semanas en la casa de Carnahan cerca de Palm Springs. Presentaron el guion de El Chicano en 2017, pero los estudios interesados expresaron su preocupación por el elenco latino y finalmente rechazaron la película. La pareja encontró nuevos inversores de la industria del petróleo y el gas que se asociaron con la productora de Carnahan y Frank Grillo, WarParty Films, para producir El Chicano. La película se rodó principalmente en Calgary. Tras el estreno de la película en el Festival de Cine de Los Ángeles, Briarcliff Entertainment adquirió los derechos de distribución en Estados Unidos.

## Recepción

### Respuesta crítica
A partir de octubre de 2021, la película tiene un índice de aprobación del 40 % en el agregador de reseñas Rotten Tomatoes, basado en 25 reseñas de críticos con una calificación promedio de 4.6/10. El consenso de los críticos del sitio web dice: "El Chicano representa un paso adelante para la representación en el cine de superhéroes; desafortunadamente, su historia cliché no es más que ordinaria". En Metacritic, la película tiene una puntuación media ponderada de 46 sobre 100, basada en reseñas de 13 críticos, lo que indica críticas mixtas o promedio.
The Hollywood Reporter elogió al elenco, incluida la actuación carismática en el papel principal de Castillo y las impresiones vívidas que dejaron Marlene Forte y Aimee García. Los Angeles Times destacó positivamente la versión más inclusiva de las películas policiales de Hollywood de los años 80, cuando la masculinidad se presentaba solo en un matiz machista, pero también criticó la representación de la película de los ciudadanos mexicanos como demonizados, criminales, carniceros, invasores amistosos y nacionalistas. Escribiendo para TheWrap, la crítica Mónica Castillo también llamó la atención sobre los tropos del cartel que fomentan el miedo que no lograron. Al discutir la violencia de la película, el San Francisco Chronicle observó que estas escenas borrosas y apresuradas se encuentran entre los elementos más frustrantes de una película en gran parte decepcionante, mientras que The New York Times señaló que su propósito político y temático no estaba claro.

### Premios
- Mejor largometraje, Festival Internacional de Cine de Maryland.[cita requerida]